# Ruhmannsfelden
Ruhmannsfelden – gmina targowa w Niemczech, w kraju związkowym Bawaria, w rejencji Dolna Bawaria, w regionie Donau-Wald, w powiecie Regen, siedziba wspólnoty administracyjnej Ruhmannsfelden. Leży w Lesie Bawarskim, około 10 km na zachód od miasta Regen, przy  drodze B11 i linii kolejowej Deggendorf – Cham.

## Demografia
| Rok  | Liczba mieszk. |
| ---- | -------------- |
| 1970 | 2 095          |
| 1987 | 1 972          |
| 2000 | 2 155          |

## Oświata
(na 1999)

W gminie znajduje się 75 miejsc przedszkolnych (80 dzieci) oraz szkoła podstawowa z Hauptschule (30 nauczycieli, 442 uczniów).

## Galeria

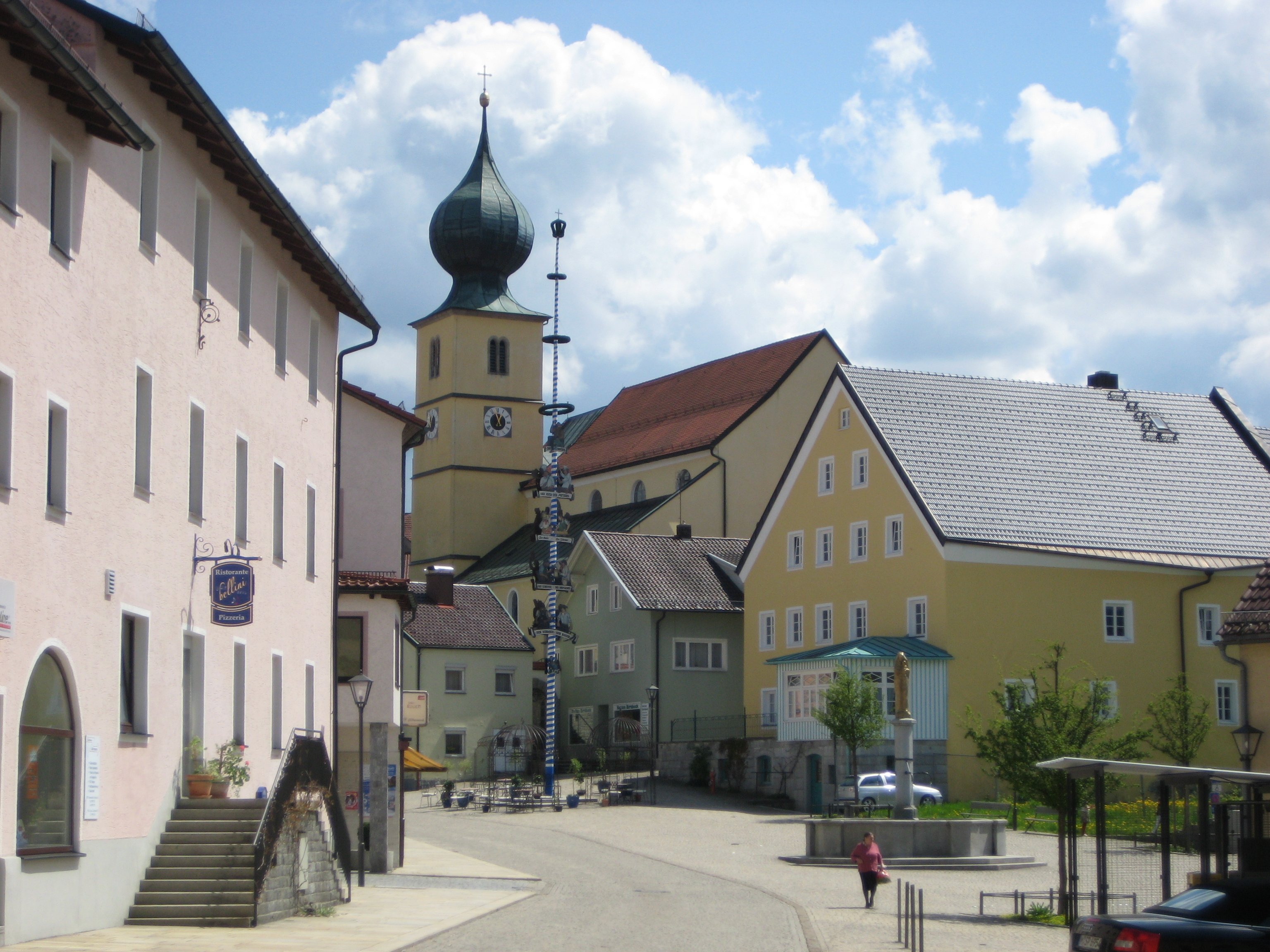
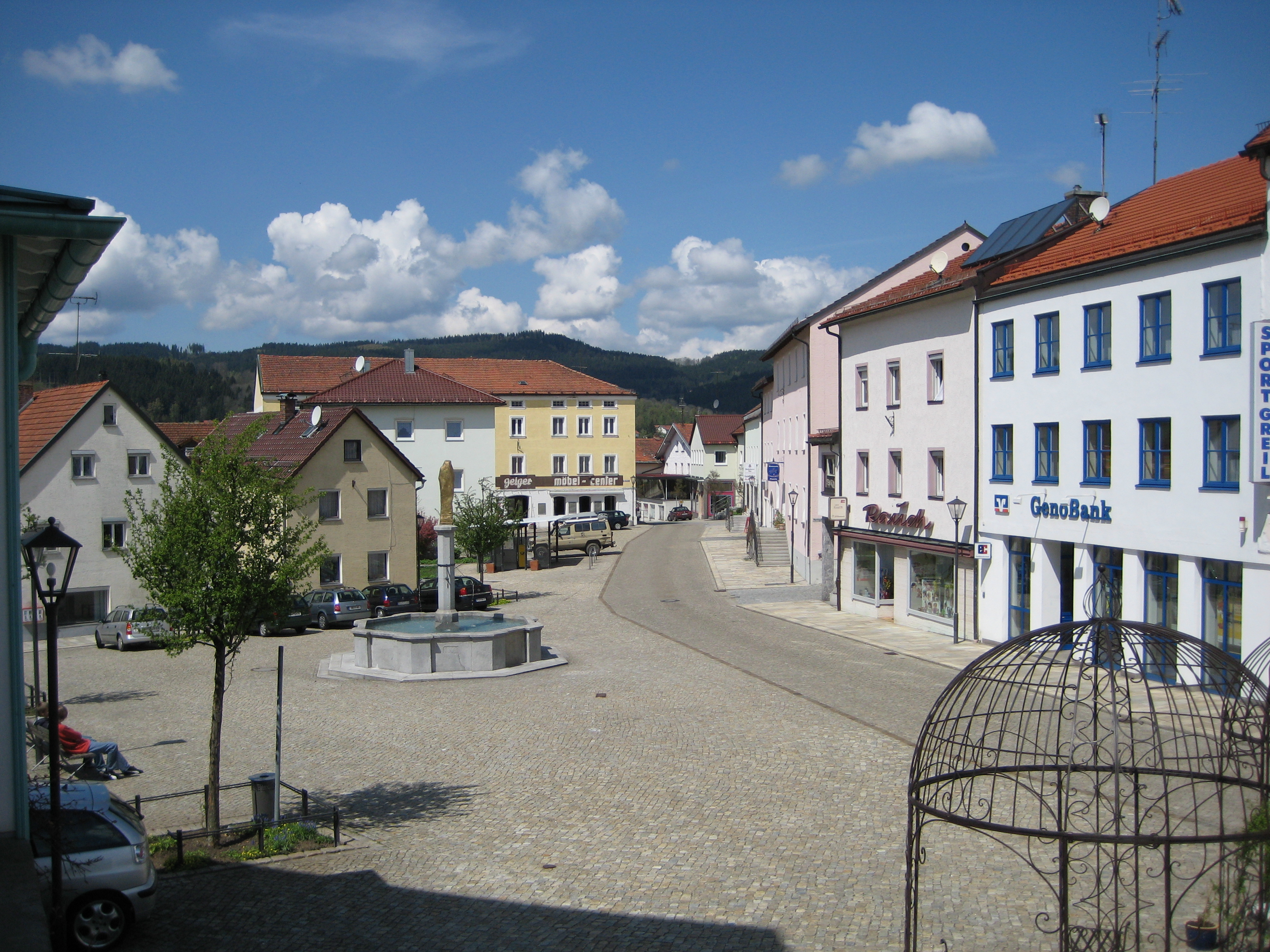
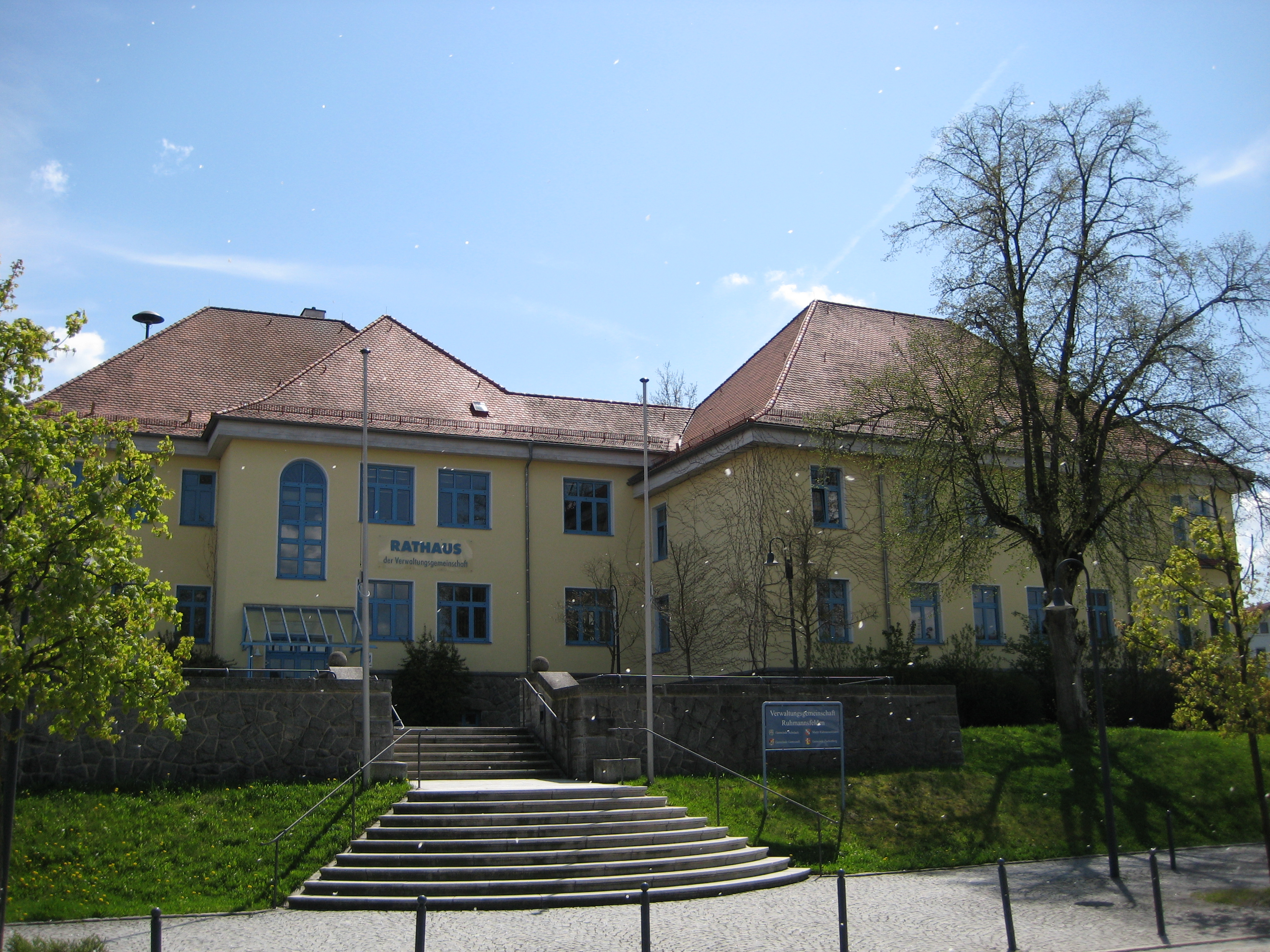
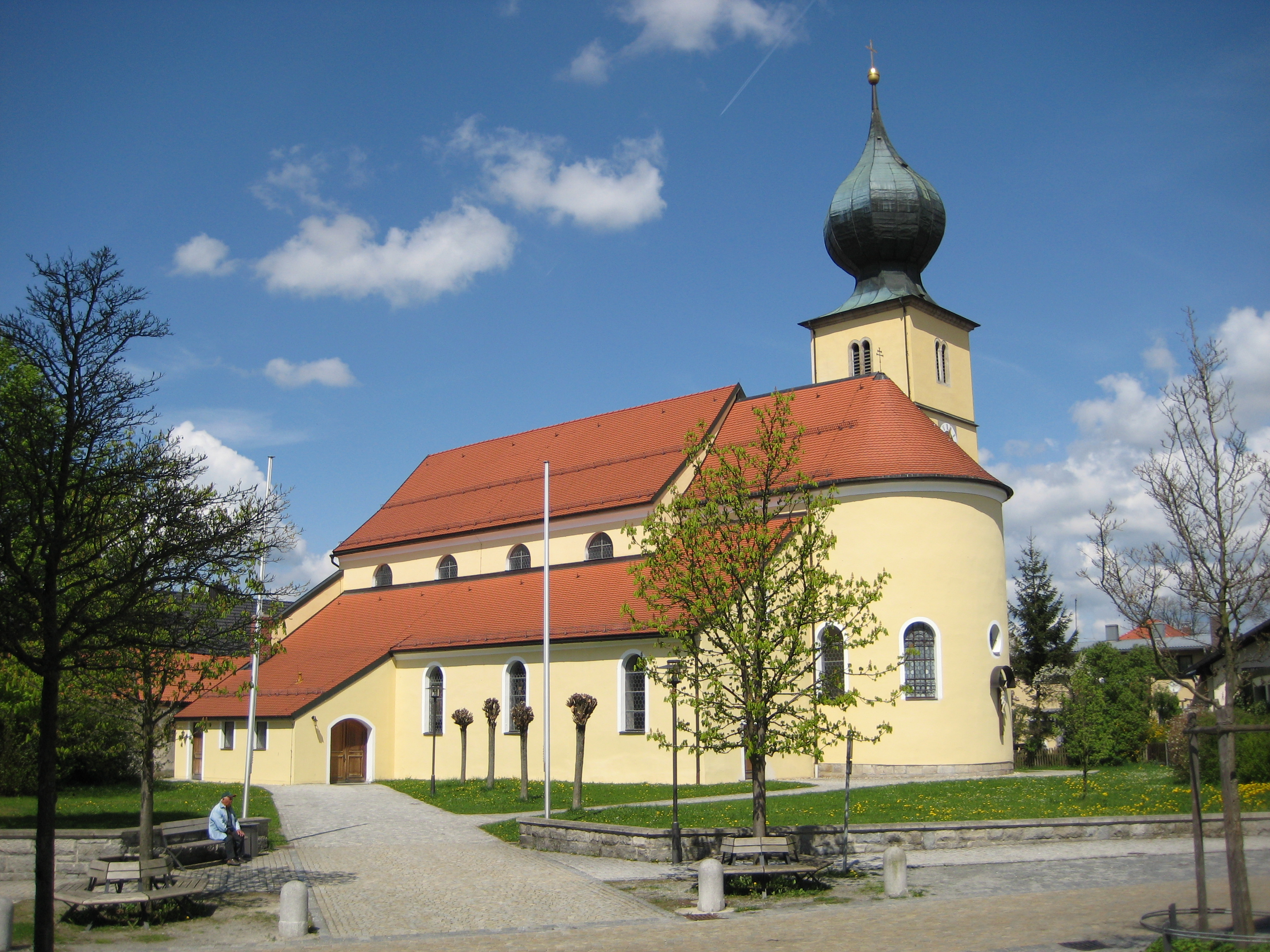